# Kvastekulla griftegård och kapell

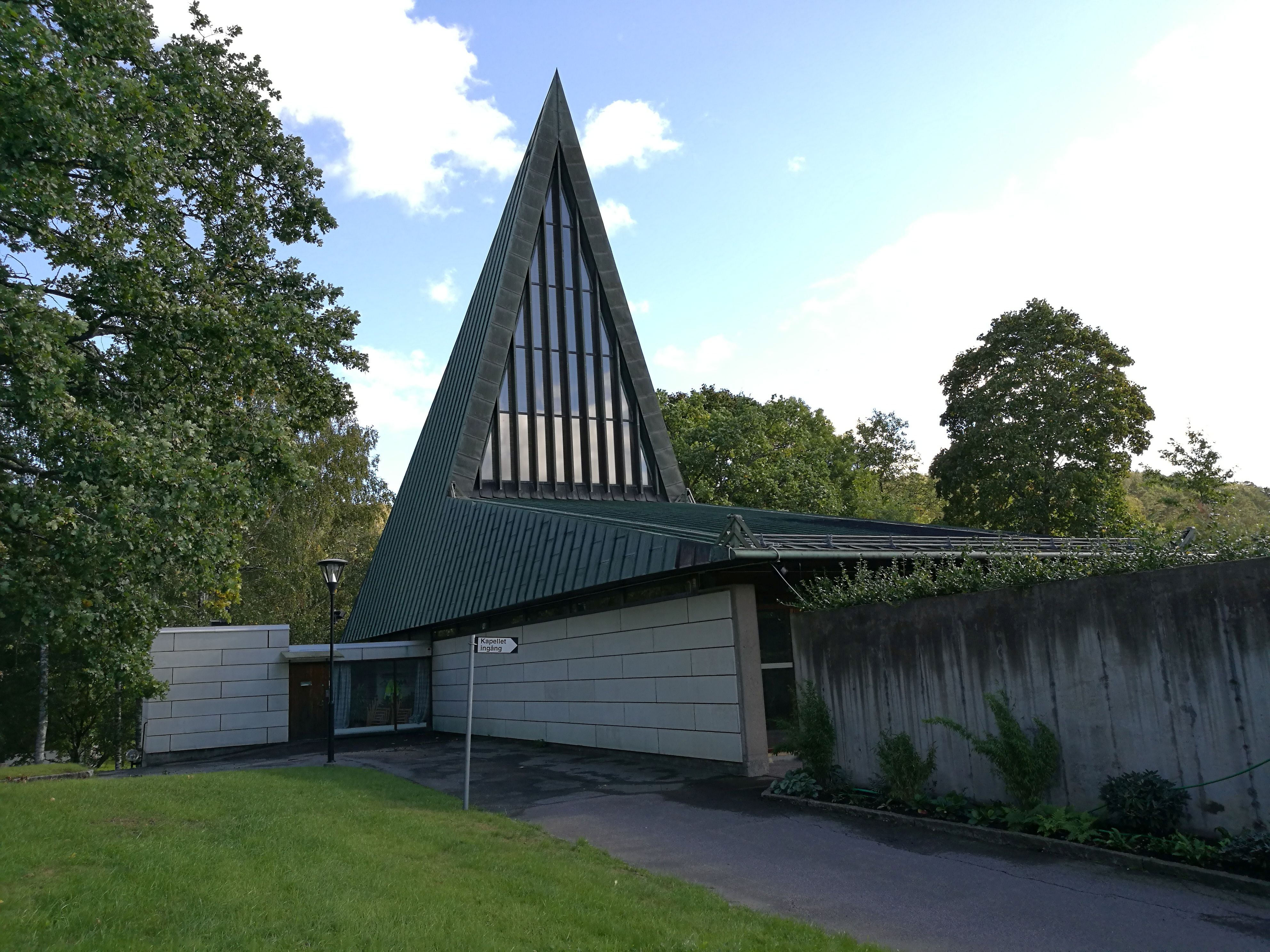
Kvastekulla kapell

Kvastekulla griftegård och kapell är en begravningsplats i Partille. 
Kvastekulla började planeras 1952. Griftegårdens utformning skapades av de finländska arkitekterna Bengt Lundsten och Per-Mauritz Ålander efter att en nordisk arkitekttävling genomförts. Deras tävlingsförslag har idén att "Bevara det vackra landskapsrummet och utnyttja dess naturvärden med så små ingrepp i naturen som möjligt." Kvastekulla invigdes 1959 och kapellet fyra år senare. 
Kapellet har väggar av obehandlad betong och därtill en tornlik lanternin över kordelen. Taken är kopparklädda. Interiören utmärks av väggar med horisontella band av fallande bredd. Mellan vägg och tak finns ett smalt fönsterband som ger ljusinsläpp. Snedställda långbänkar i furu på golv av kalksten. 
Kapellet röstades 2023 fram till Sveriges vackraste byggnad i brutalistisk arkitektur.